# Фрідріх Гілле
Фрі́дріх Гілле (нім. Friedrich Gille) — німецький льотчик-ас, унтерофіцер Імперської армії.

## Біографія
Учасник Першої світової війни. У 1917 році літав у складі 12-ї винищувальної ескадрильї і здобув 6 перемог, ще 2 перемоги залишились непідтвердженими.